# Flavio Francisco Maestri Andrade
Flavio Francisco Maestri Andrade, (Lima, Perú, 21 de gener de 1973), és un futbolista peruà. Juga de davanter i el seu actual equip és el Sporting Cristal de la Primera Divisió del Perú. Ha jugat per la selecció de futbol del Perú en diverses oportunitats.

## Biografia
Va debutar professionalment en l'Sporting Cristal, jugant per aquest club, va aconseguir el tricampeonat dels anys 1994, 1995 i 1996. En 1996 va emigrar al futbol espanyol, a l'Hèrcules CF, encara que no va tenir tant èxit com en l'Sporting Cristal. En l'any 1998 torna a Sud-amèrica a jugar a Xile, en el club Universidad de Chile, on va tenir una participació destacada.
En el 2002 va tornar a l'Sporting Cristal però al cap de poc va viatjar a Mèxic a jugar en el Club San Luis de Potosí on va tenir alguns problemes amb el tècnic. Va tornar a Perú en el 2003, per a jugar la Copa Libertadores amb l'Sporting Cristal, demostrant de nou els seus dots com a golejador. Amb les dianes del Tanque van golejar 4-1 a Universitario de Deportes i 5-2 a l'Alianza Lima assolint així el Campionat Obertura 2003, el seu últim títol amb Sporting Cristal.
Eixe mateix any va viatjar a Brasil, integrant-se al planter de l'Esporte Clube Vitória, però molt poc temps després d'haver-se acoblat en l'equip, marcant 3 gols, va sofrir un trencament de lligaments, quedant en recuperació. A l'any següent va tornar al Perú a jugar a l'Alianza Lima, però amb seqüeles de la seva lesió. Igual va aconseguir el títol nacional. Després de recuperar-se va viatjar la Xina a jugar pel club Shanghai Jiucheng, actual Wuxi Zobon, on va marcar 2 gols al mig any.
En el 2006 va tornar al Perú a jugar novament per Alianza de Lima, duent-lo amb la seva experiència a coronar-se campió del Torneig Obertura i a guanyar el Títol Nacional enfront de Cienciano del Cusco, marcant el gol decisiu en el partit de tornada. En el club íntim es va mantenir fins al final del 2007. Gairebé tot l'any següent va estar sense equip. No obstant això, en agost de 2008 va fitxar per l'Sport Boys, club que lluitava per no descendir.
Al gener del 2009 la directiva de l'Sporting Cristal va decidir fitxar-lo per una temporada, prèvia comanda de Juan Carlos Oblitas, retornant d'aquesta manera al club on es va iniciar. Aquest fitxatge va causar gran polèmica entre els seguidors de l'Sporting Cristal, qui no li perdonen haver jugat per Alianz, els seus grans rivals.

### Selecció peruana
Maestri va participar en el Sud-americà sub-20 a Puerto Ordaz, Veneçuela, marcant tres gols per al seleccionat peruà. També va estar en la selecció Sub-23 que va participar en un preolímpic en la ciutat d'Asunción en 1992. En el preolímpic de 1996 no va participar per estar lesionat.
En 1991 va debutar en la selecció amb tot just 18 anys en la Copa Amèrica de Xile. En el seu debut va enfrontar a l'equip local i va marcar un gol (Xile va guanyar 4-2). Minuts després, sortiria lesionat per fractura de tèbia i peroné després d'un xoc amb el defensor local Gabriel Mendoza.
Ha marcat 11 gols amb la selecció peruana. Ha participat en 5 Copes Amèrica (1991-1993-1995-1999-2004) i en 5 eliminatòries per a la Copa Mundial (1994-1998-2002-2006-2010).